# Formato digest
El formato digest es un tamaño de publicación más pequeño que una revista convencional aunque más grande que un libro de bolsillo estándar, con aproximadamente 14×21 cm, pero también puede ser 13,65×21,27 cm y 14×19 cm. Estos tamaños han evolucionado desde el fin de la impresión mecánica, mientras que algunos impresores se refieren a este formato como un «tamaño del catálogo».
La revista más famosa que utiliza este tamaño es Reader's Digest, de la que probablemente este formato tomó su nombre. TV Guide también utilizó este tamaño desde sus inicios en 1953 hasta el año 2005.
Actualmente el tamaño digest es menos popular de lo que fue. Además del cambio de formato de TV Guide hacia uno más grande, las revistas de ciencia ficción Analog y Asimov's también lo han modificado hacia uno un poco más grande varios años antes. Las principales publicaciones que aún mantienen este tamaño son Reader's Digest y algunos cómics Archie. Children's Digest estaba originalmente en este formato, pero lo cambió hace mucho tiempo a un formato más grande (a pesar de mantener la palabra "digest" en su nombre). Writter's Digest es otra publicación con la palabra en su nombre que no se publica realmente en ese tamaño.

## Digests de ciencia ficción
Desde la década de 1950, este formato ha sido utilizado por varias revistas de ciencia ficción incluyendo:
- Analog (originalmente Astounding).
- Asimov's Science Fiction.
- Galaxy Science Fiction
- Worlds of If
- The Magazine of Fantasy & Science Fiction
- New Worlds
- Other Worlds
- Science Fantasy